# Septet (album)
Septet je tretji studijski album slovenske alternativne rock skupine All Strings Detached. Izšel je 10. januarja 2020 pri Založbi ŠKUC. Na albumu sta članici dua All Strings Detached k sodelovanju povabili pet glasbenikov, ki so k zvoku dodali godalno in ritem sekcijo.

## Kritiški odziv
Za Rockline je Aleš Podbrežnik album ocenil z oceno 9/10 in pripomnil: "Album dosega obenem izredno učinkovit muzikalični izplen  in izredno poslušljivost oziroma dostopnost." Za Radio Študent je Pavel Lipovšek napisal: "Septet je zapeljiv in tenkočuten podvig tudi z medijskega gledišča, publika namreč ne čaka vedno le na naslednji pretres, temveč se rada prepusti učinkovitim kontrastom, ki jih ne zna izluščiti kar vsak glasbenik. Ščepec etna, jazza in klasičnega zvoka je v takšnem premišljenem konceptu le dovolj, da iskren rock povzdigne nad jezike in zvočnice dueta v več kot prijetno poslušalsko izkušnjo." Borka pa je za Mladino poudaril, da je glasba na albumu "povsem atmosferična, a instrumentalno popolnjena, aranžmajsko ambiciozna, toda ne pretenciozna".
Na Radiu Študent je bil album uvrščen na 16. mesto na seznam Domače naj Tolpe bumov™ leta 2020, seznam najboljših slovenskih albumov leta. Na mednarodnem portalu Beehype je bil uvrščen med "ostale priporočene albume" leta 2020 iz Slovenije.

### Priznanja
| objava        | uvrstitev | seznam                            |
| ------------- | --------- | --------------------------------- |
| Radio Študent | 16.       | Domače naj Tolpe bumov™ leta 2020 |
| Beehype       | –         | Best albums of 2020               |

## Seznam pesmi
Vse pesmi sta napisali Jana Beltran in Vesna Godler. Aranžmaje je napisal Klemen Bračko.
| Št. | Naslov            | Dolžina |
| --- | ----------------- | ------- |
| 1.  | „Be Sure‟         | 4:37    |
| 2.  | „By the Sea‟      | 4:33    |
| 3.  | „Blueberry Woods‟ | 3:48    |
| 4.  | „City of Lights‟  | 2:30    |
| 5.  | „Utopia‟          | 4:02    |
| 6.  | „The Pond‟        | 4:36    |
| 7.  | „What to Do Love‟ | 5:08    |
| 8.  | „Lullaby‟         | 5:56    |

## Zasedba
All Strings Detached
- Jana Beltran — vokal, akustična kitara, električna kitara
- Vesna Godler — vokal, bas kitara

Dodatni glasbeniki
- Jošt Drašler — dvojni bas, električni bas
- Vid Drašler — bobni
- Klemen Bračko — viola, aranžmaji
- Barja Drnovšek — violin
- Bojan Cvetrežnik — violin

Tehnično osebje
- Chris Eckman — miksanje, produkcija
- Robi Bulešić — snemanje